# 634 (číslo)
Šest set třicet čtyři je přirozené číslo. Následuje po čísle šest set třicet tři a předchází číslu šest set třicet pět. Římskými číslicemi se zapisuje DCXXXIV a řeckými číslicemi χλδ.

## Matematika
634 je:
- Deficientní číslo
- Poloprvočíslo
- Nešťastné číslo

## Astronomie
- (634) Ute je planetka hlavního pásu, kterou objevil v roce 1907 August Kopff

## Roky
- 634
- 634 př. n. l.